# Два весёлых гуся
«Два весёлых гуся» — короткометражный рисованный мультфильм, снятый в 1970 году на студии «Союзмультфильм» режиссёром Леонидом Носыревым. Третий из трёх сюжетов мультипликационного альманаха «Весёлая карусель» № 2.

## История создания
Мультфильм был снят по шутливой песне «Весёлые гуси». Слова написаны поэтессой Марией Клоковой около 1927 года по мотивам украинской народной песни. После ареста мужа Мария Петровна стала «женой врага народа», стихотворение критиковали на страницах журнала «Детская литература». Тем не менее, на музыку стихотворение положил Михаил Красев, в 1939 году песенка была записана на пластинку с указанием М. Клоковой как переводчицы украинской народной песни. В дальнейшем — неизвестно, когда именно — авторство поэтессы было забыто, и произведение характеризовалось только как украинская песня.

## Сюжет
Антошка (знакомый по одноимённому мультфильму), его дед и девочка-спутница октябрят поют про двух гусей — серого и белого. Сначала они красили забор: серый красил свою половину жёлтой краской, а белый — зелёной. В итоге две половины забора получились разных цветов. Немного поразмыслив, гуси решили докрасить доски друг за другом, чтобы те стали двухцветными.
После работы гуси начали купаться в луже у канавы, а потом спрятались. Бабуся — хозяйка гусей — подумала, что её питомцы пропали, и начала горько плакать. Гусям стало стыдно, и они вернулись к бабусе и поклонились ей.

## Съёмочная группа
- Режиссёр и художник: Леонид Носырев
- Оператор: Михаил Друян
- Музыкальная обработка:
  - Композитор: Виктор Купревич
- Песню поют:
  - Юрий Филимонов — дед
  - Юлия Юльская — Антошка, бабуся, серый гусь
  - Клара Румянова — девочка, белый гусь